# Загорянский
Загоря́нский (неофициально Загоря́нка) — посёлок городского типа в городском округе Щёлково Московской области России.
Население — 10 284 чел. (2024).

## Происхождение названия
Название дано в начале XX века по фамилии землевладельцев — Ивана и Александра Николаевичей Кисель-Загорянских, продававших участки под дачное строительство.
Так на плане участка, купленного врачом Иваном Сергеевичем Сахаровым, надпись

Лично за себя и по доверенности за своего брата потомственного дворянина Александра Николаевича Кисель-Загорянского потомственный дворянин Иван Николаевич

и его подпись. Ниже роспись врача Сахарова и заверение нотариуса с окончанием её на обратной стороне плана.

## Местоположение
Расположен недалеко от национального парка «Лосиный Остров».
В давние времена, когда по Клязьме ещё ходили пароходы, Загорянка была элитным дачным посёлком, в котором отдыхали творческие люди.
Центром Загорянского можно считать железнодорожную платформу Загорянская. Железная дорога делит Загорянку на две части — центральную и за линией, как её называют местные жители.
Центральная часть довольно болотистая; весной многие дачные участки по колено залиты водой. От станции до Лосиного Острова у мелкого озера (пруда) Баранка идёт улица Пушкина. Пруд Баранка называется так за круглую форму и круглый остров в центре; на нём в 1950—1960-е годы была устроена танцплощадка.
За линией находится Берёзовая роща (Берёзки). Сам посёлок ранее был расположен в реликтовом сосновом лесу.
На севере Загорянский опоясывает река Клязьма.
Посёлок делится на несколько районов: Соколовку, Валентиновку, воинские части, а также военные городки ВШК и Полк.

## Население
| 1959    | 1979    | 1989    | 2002  | 2006  | 2009  | 2010  | 2012  |
| ------- | ------- | ------- | ----- | ----- | ----- | ----- | ----- |
| 5569    | ↘5487   | ↘5177   | ↗7576 | ↘7300 | ↗7911 | ↗7997 | ↘7861 |
| 2013    | 2014    | 2015    | 2016  | 2017  | 2018  | 2019  | 2020  |
| ↘7429   | ↘7366   | ↗7407   | ↗7802 | ↗7906 | ↗7997 | ↘7875 | ↗7904 |
| 2021    | 2023    | 2024    |       |       |       |       |       |
| ↗10 358 | ↘10 291 | ↘10 284 |       |       |       |       |       |

## История
XVIII—XIX век — территория будущего посёлка входит в большое имение с центром в с. Образцово. Последние владельцы — дворяне Кисель-Загорянские. Памятник на могиле владельца усадьбы и обширных земель в этом крае майора Николая Петровича Кисель-Загорянского — прямой латинский крест на глыбе — сохранился до настоящего времени и находится в ограде церкви села Образцово.
В 1910 году посёлок был владениями братьев Ивана, Александра и Николая Николаевичей Кисель-Загорянских, сыновей Н. П. Кисель-Загорянского, а в 1912 году уже была платформа Загорянская.
1 июля 1912 год — публикация в газете «Раннее утро» сообщила о торжественном открытии посёлка «Кисель-Загорянский» у Щёлковской ветви Северных железных дорог:

Третьего дня около платформы Загорянская состоялось торжественное освящение нового железнодорожного посёлка. Из села Образцова вокруг всего посёлка совершён был крестный ход. После освящения состоялся обед, на котором присутствовали представители всех служб Северных железных дорог, богородский предводитель дворянства Н. Н. Кисель-Загорянский и другие. Жителей нового посёлка в настоящее время насчитывается около 100 человек, служащих на Северных железных дорогах. Министерство путей сообщения предписало управлению дороги принять меры к снабжению служащих ссудами на застройку посёлка.
 Номер этой газеты обнаружил краевед Ю. П. Марцевич. Дату 1 июля (по новому стилю 13 июля) 1912 года можно считать первым известным нам письменным упоминанием о посёлке.
1919 г. — территория посёлка вошла в Щёлковскую волость, включенную в 1921 году в Московский уезд.
По материалам Всесоюзной переписи населения 1926 года — посёлок Мальцевского сельсовета Щёлковской волости Московского уезда в 4,5 км от Болшевского шоссе и у платформы Загорянская Северной железной дороги, проживало 295 жителей (117 мужчин, 178 женщин), насчитывалось 61 хозяйство.
1929 г. — посёлок включён во вновь образованный Щёлковский район.
Постановлением президиума Мособлисполкома № 940 от 3 ноября 1938 года посёлок отнесён к категории дачных посёлков. Первый председатель исполкома поссовета (1939—1941 гг.) — Сергеев Виталий Иванович.
1941—1945 — из посёлка на фронт были призваны для защиты Родины сотни мужчин и женщин. Скорбный список погибших насчитывает более 200 имён. Большинство старожилов посёлка стали участниками трудового фронта.
1969 г. — поссовету передан в административное подчинение посёлок Соколовский со 105 домовладениями (ок. 500 жителей).
1971 г. — в посёлок включён посёлок Валентиновка (ныне Валентиновская ул. и прилегающие к ней улицы; первое упоминание — 25 (12) марта 1906 г.).
2002 г. — посёлок Соколовский был включён в состав дачного посёлка Загорянский.
С 1 января 2006 до 9 января 2019 года был центром городского поселения Загорянский, также включавшего деревни Оболдино и Супонево. Его территория — 1751 га.
С 2019 года входит в состав городского округа Щёлково.
В 2025 году дачный посёлок преобразован в посёлок городского типа.

## Объекты социальной инфраструктуры

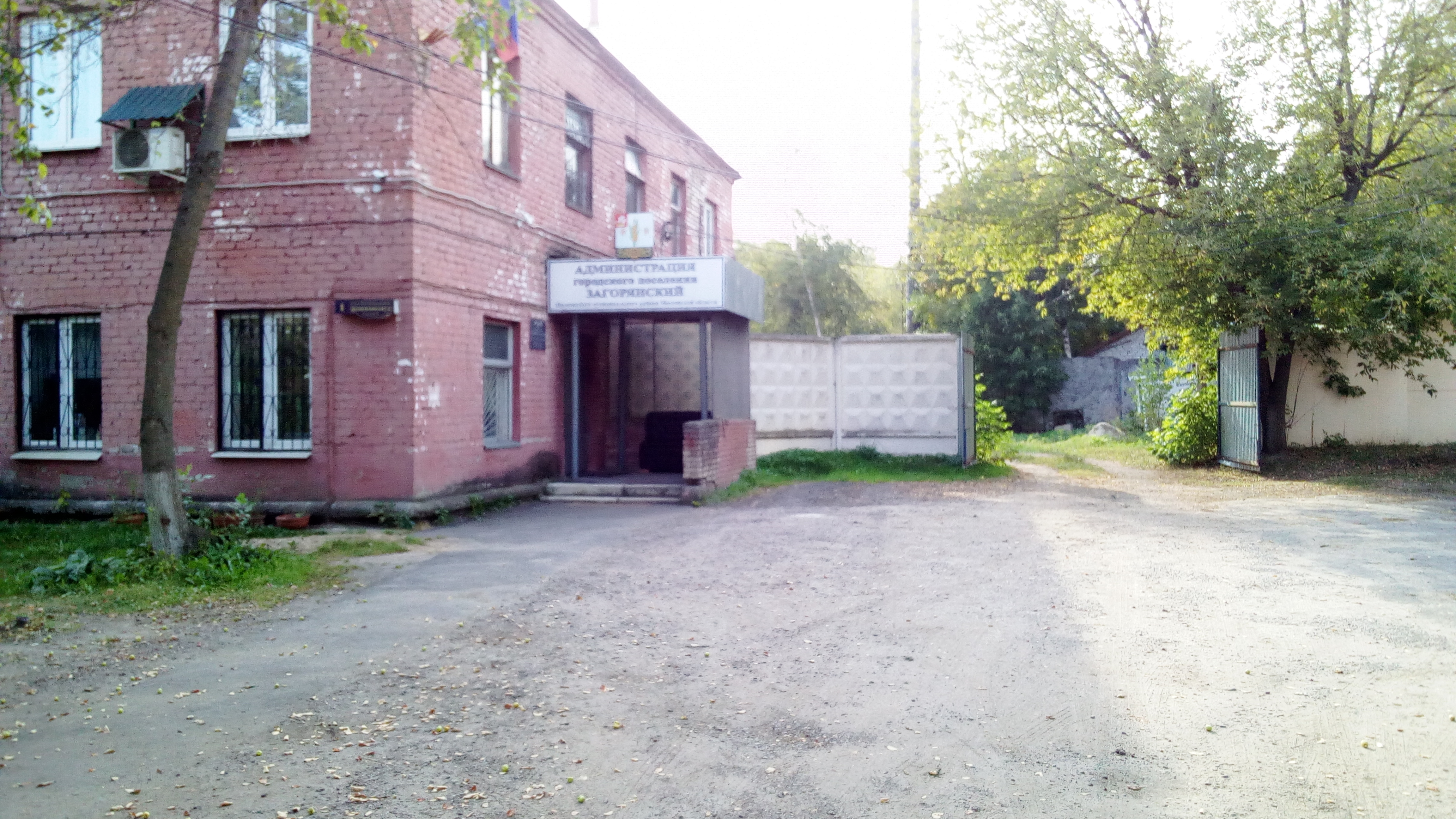
Здание администрации посёлка Загорянский

В посёлке есть местное отделение полиции, почтовые отделения, отделения Сбербанка, междугородный телефон и телеграф.
За железнодорожной линией расположена поликлиника, на границе с Соколовкой — отделение больницы. Работают две средние общеобразовательные школы — № 1 и № 21(имеет два корпуса), а также Загорянская детская школа искусств им. Ю. А. Розума.
В Загорянском находится завод железобетонных изделий.
В посёлке расположен Учебный центр железнодорожных войск РФ. На территории центра находится музей железнодорожных войск.

## Транспорт
Железнодорожное сообщение
Железная дорога связывает Загорянку с Москвой (Ярославский вокзал), городами и посёлками Щёлковского района, Мытищами.
В черте поселения находится платформа Загорянская. Ближайшим остановочным пунктом для жителей посёлка Соколовский и других северо-восточных районов Загорянки является станция Соколовская, номинально расположенная на границе города Щёлково.
Интервал электропоездов — до 30 минут. По рабочим дням имеется т. н. «технологическое окно» (примерно с 11 до 13 часов), во время которого электропоезда не ходят.
Автобусное сообщение
В городском поселении действуют маршруты:
- Маршрут № 24 Станция Загорянская — микрорайон Заречный в г. Щелково
- Маршрут № 48 Станция Загорянская — Станция Болшево
- Маршрут № 44 Станция Загорянская — микрорайон Заречный г. Щелково (кольцевой, в обе стороны
- Маршрут № 36 Станция Загорянская - микрорайон Заречный г. Щелково

## Русская православная церковь
Церковь Георгия Победоносца. Небольшая деревянная восьмигранная шатровая церковь. Заложена 8 марта 2013 года на территории военной части. Освящена малым чином 6 мая 2016 года, великим - 6 мая 2018 года.
Церковь Преображения Господня. Богослужения в приспособленном помещении начаты в 2013 году. С 2017 года строится новое здание